# Сарганообразные
Сарганообразные (лат. Beloniformes) — отряд лучепёрых рыб из надотряда колючепёрых.

## Описание
У всех представителей отряда (кроме семейства адрианихтиевых) удлинённое тело, покрытое циклоидной чешуёй. Челюсти длинные, одинаковой длины (саргановые) или нижняя челюсть намного длиннее верхней (полурыловые). Для многих представителей характерен метаморфоз челюстей, когда у молоди нижняя челюсть длиннее верхней, а у взрослых особей челюсти равной длины.
Принадлежность к отряду основана на строении и расположении костей головы. Отсутствие интергиналии приводит к утрате движения предчелюстных костей и ограничению подвижности жаберного аппарата. Верхняя челюсть закреплена и невыдвижная. Отсутствуют интераркуальный хрящ, орбитосфеноид и мезокарокодий (одна из костей пояса грудного плавника).
Спинной и анальный плавники сдвинуты к хвостовому плавнику. Брюшные плавники расположены в задней части тела на брюхе. В верхней лопасти хвостового плавника меньше основных лучей, чем в нижней.
Боковая линия смещена к нижней части тела или отсутствует.
Плавательный пузырь не соединён воздушным каналом с кишечником.
Морские виды ведут типично стайный пелагический образ жизни. Совершают суточные вертикальные миграции. Некоторые виды совершают протяжённые сезонные миграции.
Среди пресноводных видов отмечены как стайные пелагические, так и одиночные территориальные.
Среди представителей отряда есть как планктоноядные виды, так и растительноядные, плотоядные и хищные. Некоторые виды могут переходит с плотоядного на растительноядный тип питания в зависимости от времени суток или сезона года.
По типу размножения в отряде представлены почти все формы: с внутренним и наружным оплодотворением, яйцекладущие, яйцеживородящие и живородящие с различными типами связи эмбриона с организмом матери.

## Распространение
Широко распространены в тропических, субтропических и умеренных областях Северного и Южного полушарий. Большинство видов морские, обитают как в прибрежье, так и в открытых океанических водах, преимущественно в поверхностях слоях. Однако около трети всех видов населяют солоноватые и пресные водоёмы.

## Хозяйственное значение
Многие виды имеют большое промысловое значение. Мировые уловы сарганообразных в 1990—2000 гг. колебались от 304 до 614 тыс. тонн.

## Классификация
В отряде сарганообразных выделяют два подотряда с 6 семействами, включающих 34 рода и 283 вида:
- Подотряд Adrianichthyoidei — Адриананихтиевидные[1]
  - Семейство Adrianichthyidae Weber, 1913 — Адрианихтиевые
- Подотряд Exocoetoidei [syn. Belonoidei — Саргановидные[1]]
  - Надсемейство Exocoetoidea — Двукрылоподобные[1]
    - Семейство Exocoetidae Klein, 1885 — Летучие рыбы, или двукрыловые
    - Семейство Hemiramphidae Gill, 1859 — Полурыловые
    - Семейство Zenarchopteridae Fowler, 1934 — Зенархоптеровые

  - Надсемейство Scomberesocoidea — Макрелещукоподобные[1]
    - Семейство Belonidae Bonaparte, 1832 — Саргановые
    - Семейство Scomberesocidae Müller, 1843 — Макрелещуковые

## Галерея

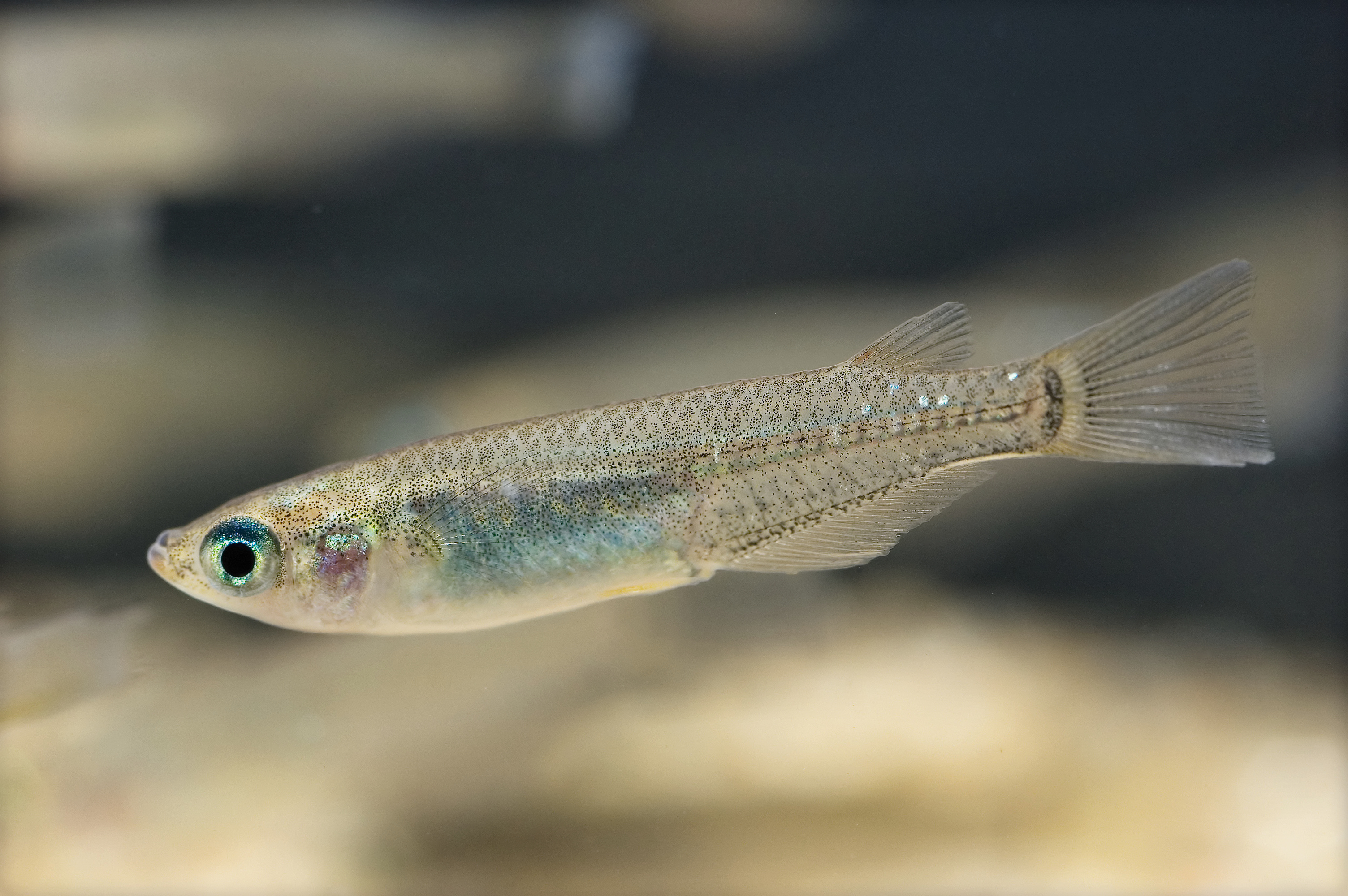
Японская медака (Oryzias latipes)
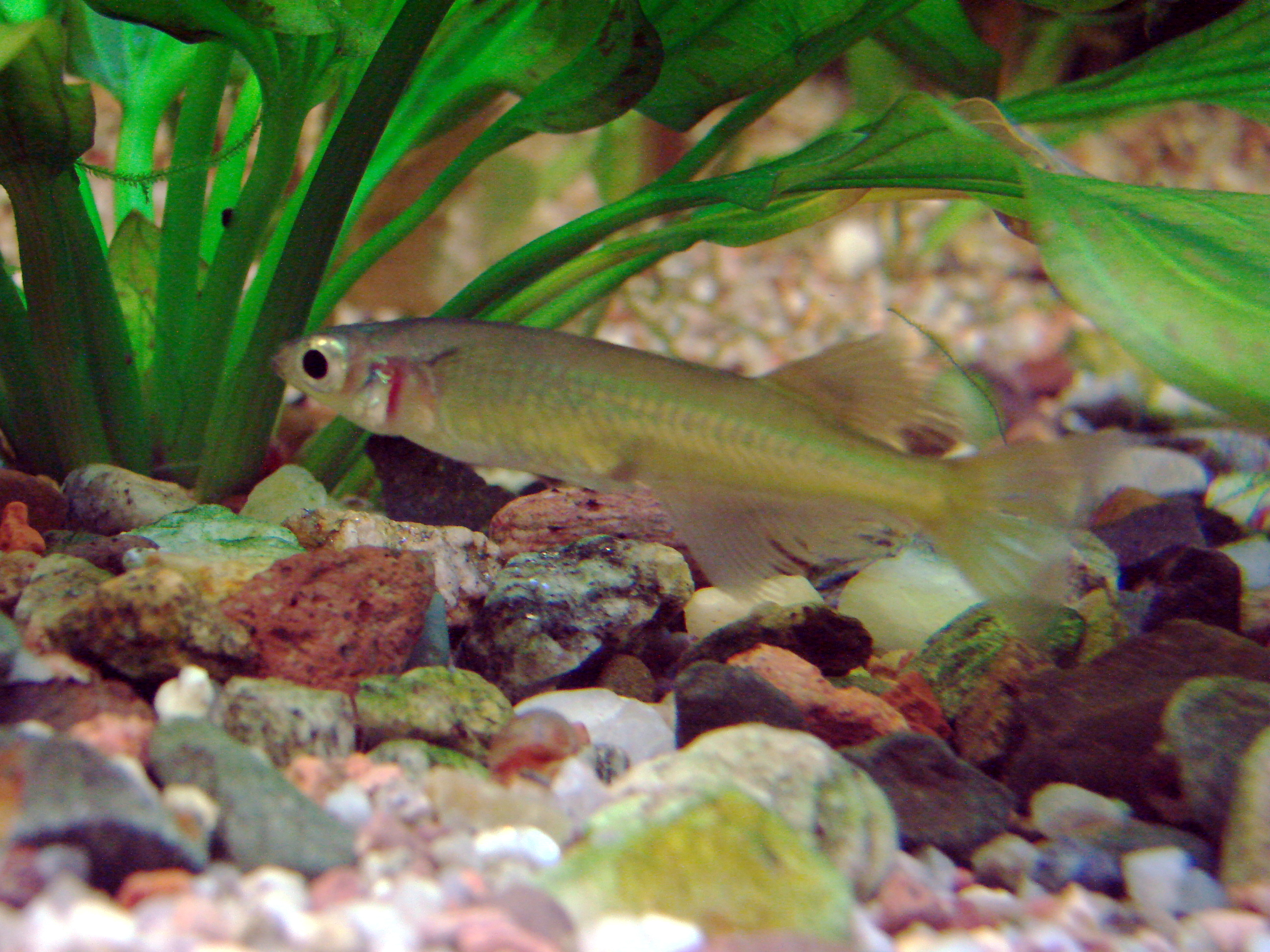
Xenopoecilus sarasinorum
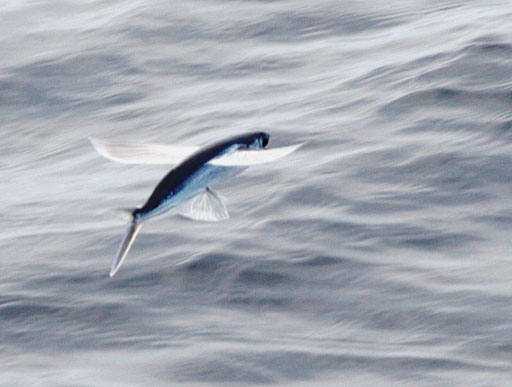
Cheilopogon melanurus
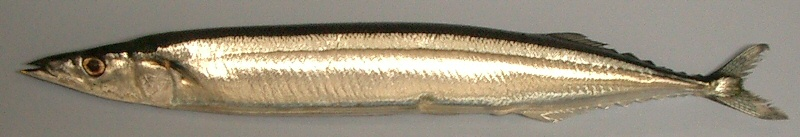
Сайра (Cololabis saira)
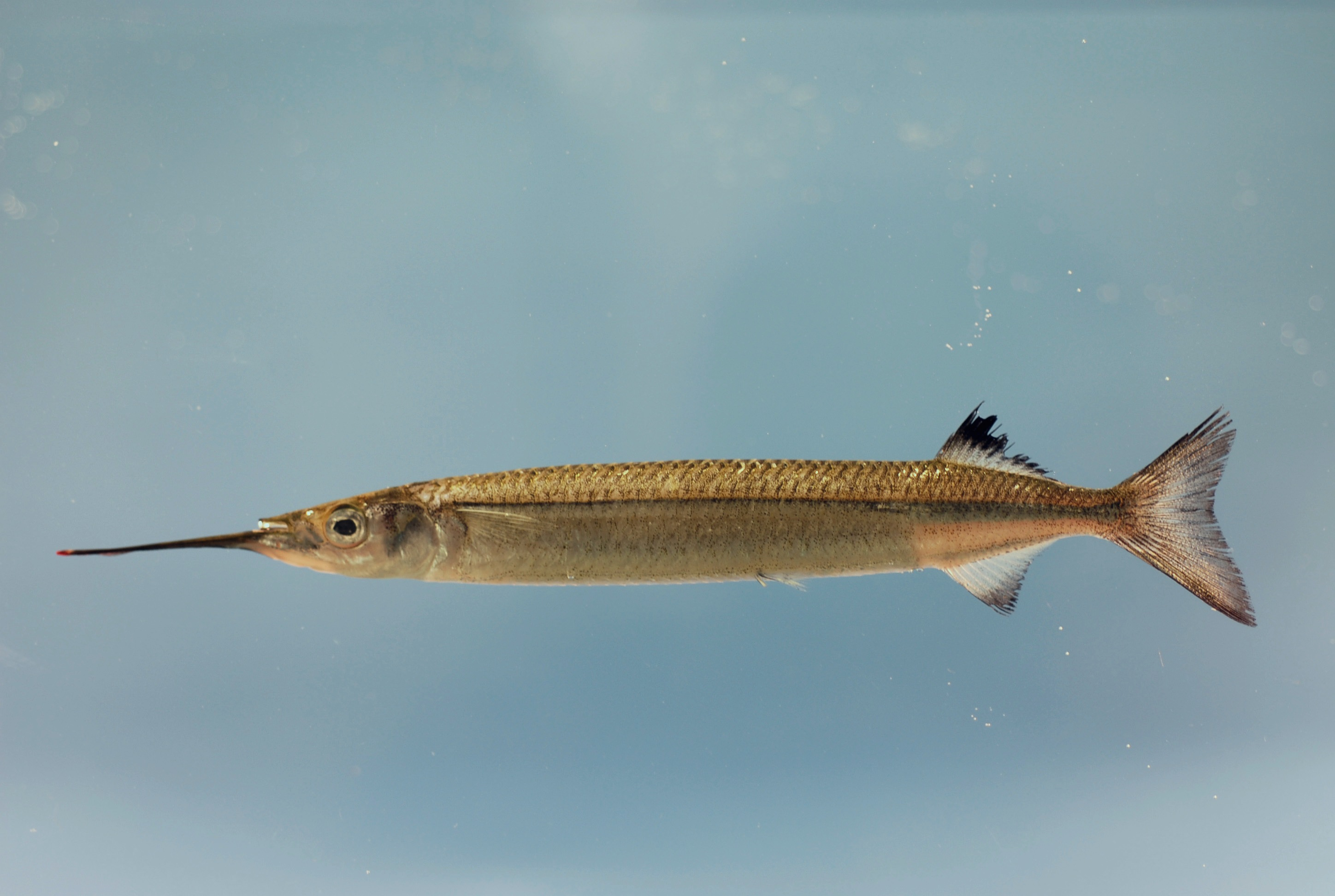
Hyporhamphus meeki
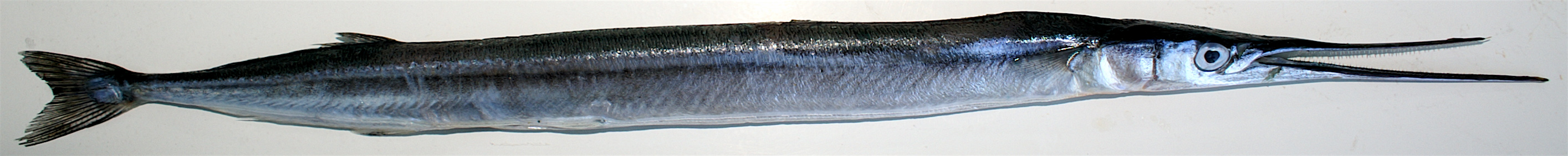
Обыкновенный сарган (Belone belone)